# Burl Ives
Burle Icle Ivanhoe Ives (ur. 14 czerwca 1909 w Hunt City, zm. 14 kwietnia 1995 w Anacortes) – amerykański aktor filmowy, teatralny i telewizyjny oraz piosenkarz i autor. Laureat Oscara za drugoplanową rolę w filmie Biały Kanion (1958).

## Nagrody
- Nagroda Akademii Filmowej 1959: Biały Kanion (Najlepszy Aktor Drugoplanowy)
- Złoty Glob 1959: Biały Kanion (Najlepszy Aktor Drugoplanowy)